# گرشون یابوسله
گرشون یابوسله (فرانسوی: Guerschon Yabusele‎؛ زادهٔ ۱۷ دسامبر ۱۹۹۵) بازیکن بسکتبال اهل فرانسه است.
از باشگاه‌هایی که در آن بازی کرده‌است می‌توان به بوستون سلتیکس اشاره کرد.
وی در مسابقات کشوری و بین‌المللی در مجموع برندهٔ ۱ مدال نقره شده‌است.